# Chénas (AOC)
Pour l’article homonyme, voir Chénas.
Le chénas est un vin rouge français d'appellation d'origine contrôlée produit à cheval sur les départements du Rhône et de Saône-et-Loire.
L'appellation couvre la commune de Chénas et de la Chapelle-de-Guinchay, dans le vignoble du Beaujolais. Elle est l'un des dix crus de ce vignoble, qui sont du nord au sud : le saint-amour, le juliénas, le chénas, le moulin-à-vent, le fleurie, le chiroubles, le morgon, le régnié, le brouilly et le côte-de-brouilly.

## Histoire
Le territoire de la commune était planté de chênes depuis la Préhistoire. Charlemagne en aurait ordonné le défrichement et on parle aussi de Philippe V le Long, qui en 1316 en aurait ordonné l'arrachage pour y planter des vignes. Quelques années plus tard, on retrouve le vin de Chénas dans les caves du roi Louis XIII. C'était, d'après la légende, le seul vin qu'il accepta sur sa table.
Après la Révolution, le bourg de Chénas fut entièrement déplacé à "la Dîme". Du vieux bourg aujourd'hui il ne reste que quelques vestiges. Là ou se tenaient l'église et le cimetière, maintenant pousse la vigne. La nouvelle église fut construite en 1875 sur son emplacement actuel. Chénas est maintenant un village de 818 ha, avec son bourg et une dizaine de hameaux répartis sur tout le territoire de la commune.

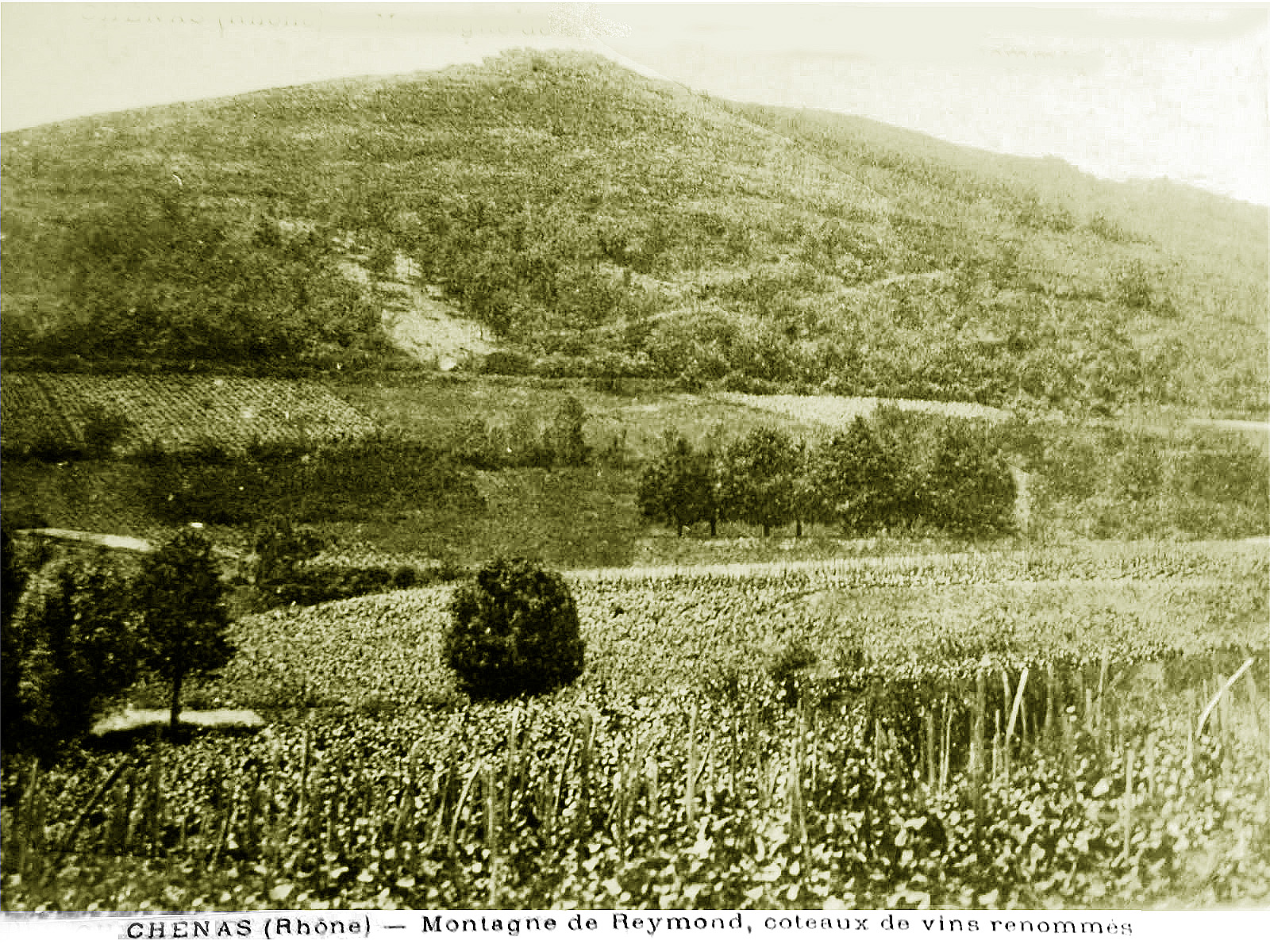
Vignoble de Chénas au début du XXe siècle.

Le chénas est reconnu par l'Institut national de l'origine et de la qualité (INAO) comme appellation d'origine contrôlée (AOC) depuis le décret du 11 septembre 1936, après la création de la coopérative en 1934. Le cahier des charges a été dernièrement modifié en octobre 2009, en décembre 2011, en janvier 2013, en février 2021 et en février 2024.

### Étymologie
L'appellation porte le nom d'une des communes de production : Chénas. Ce toponyme évoque une ancienne chênaie à l'origine du nom du village et du cru.

## Vignoble

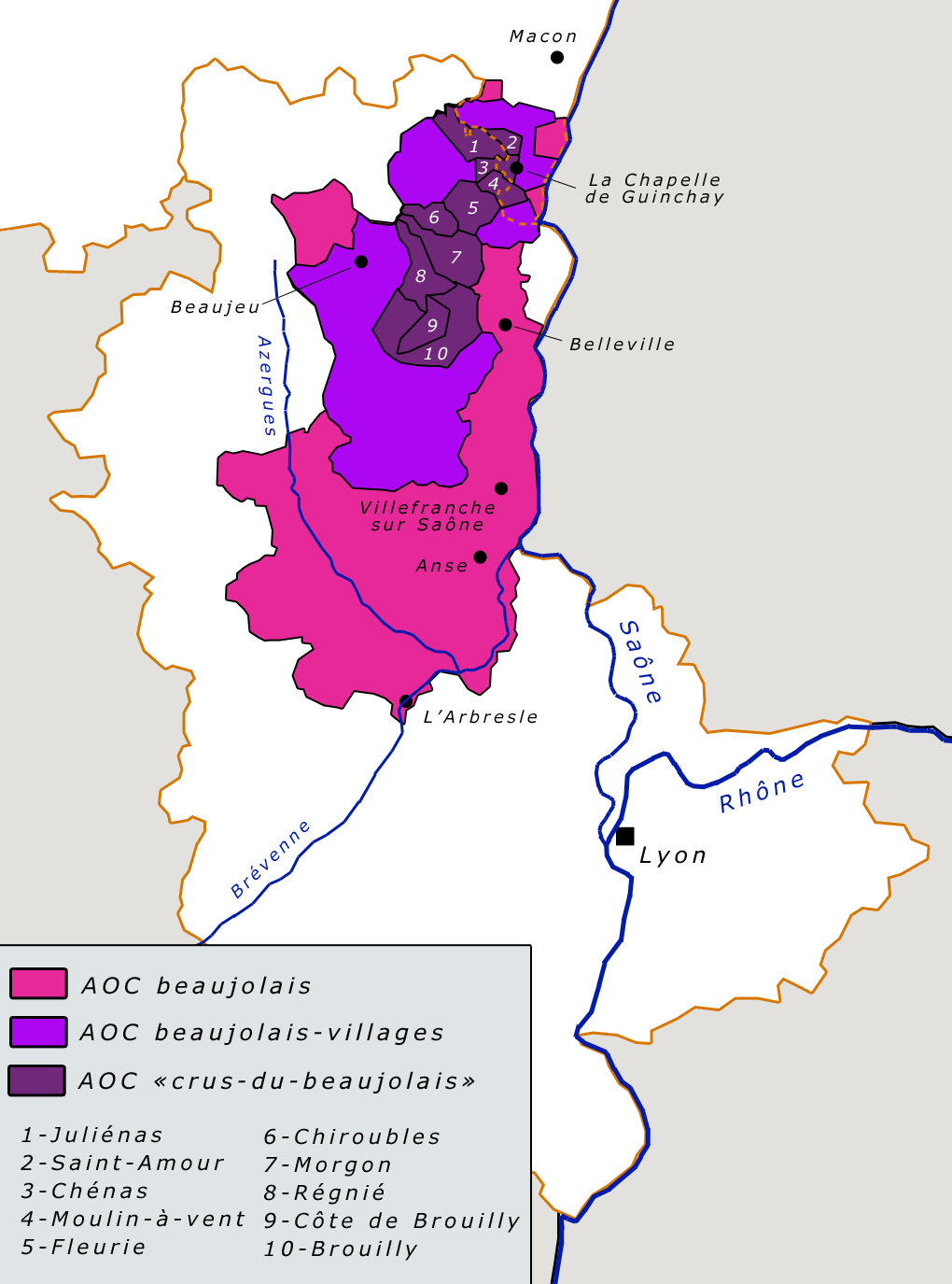
Carte du vignoble du beaujolais.

L'appellation est située à cheval sur les départements du Rhône et de Saône-et-Loire, au nord du vignoble du Beaujolais, sur les communes de Chénas (Rhône) et de la Chapelle-de-Guinchay (Saône-et-Loire). L'orientation est au nord-est, face à la vallée de la Mauvaise, un affluent de la Saône. L'aire de production est la plus petite des dix appellations communales. Trois climats existent : les Brureaux à Chénas, les Daroux à la Chapelle-de-Guinchay et le Clos des Blemonts. Les crus voisins sont le moulin-à-vent au sud, le juliénas au nord-ouest et le saint-amour au nord.
L'altitude varie de 250 à 400 mètres. Les coteaux occidentaux sont pentus ; ils s'adoucissent en descendant vers la Saône. Le sous-sol est composé de granite de Fleurie.
Selon les Douanes, la superficie revendiquée en 2023 sous l'appellation est de 230 hectares. À titre de comparaison, cette surface était en 2010 de 255 ha.

### Géologie et pédologie

#### Sous-sol
Sur la rive gauche de la Mauvaise (à l'ouest) se dressent de hauts coteaux granitiques très pentus, tandis que sur la rive droite (à l'est), le paysage est nettement moins escarpé avec des alluvions anciennes à nappes de petits galets.
Le sous-sol est composé de granites recoupés de filons de quartz et de manganèse. Les sols d’origine granitique concernent autant de surface viticole que les sols des dépôts d’alluvions.

#### Sols
On rencontre deux types de sols :
- sur l'ensemble de la zone géographique de l'appellation et principalement sur les flancs de la montagne de Rémont, les sols qui portent les vignobles sont composés d'arènes granitiques, sables siliceux grossiers issus de l'altération de la roche mère constituée de granite rose riche en manganèse. Ces sols sont acides et maigres ;
- en dessous du bourg de Chénas, sur les pentes plus douces, jusque sur le territoire de la commune de La-Chapelle-de-Guinchay, des limons, des cailloutis et des graviers recouvrent le substrat granitique et enrichissent le sol. Les sols sont argilo-siliceux.

### Climatologie
La station météo de Charnay-lès-Mâcon, près de Mâcon (à 216 mètres d'altitude) est la plus proche de l'aire d'appellation, mais la station est plus au nord et en bordure de Saône. Ses valeurs climatiques de 1961 à 1990 sont : 

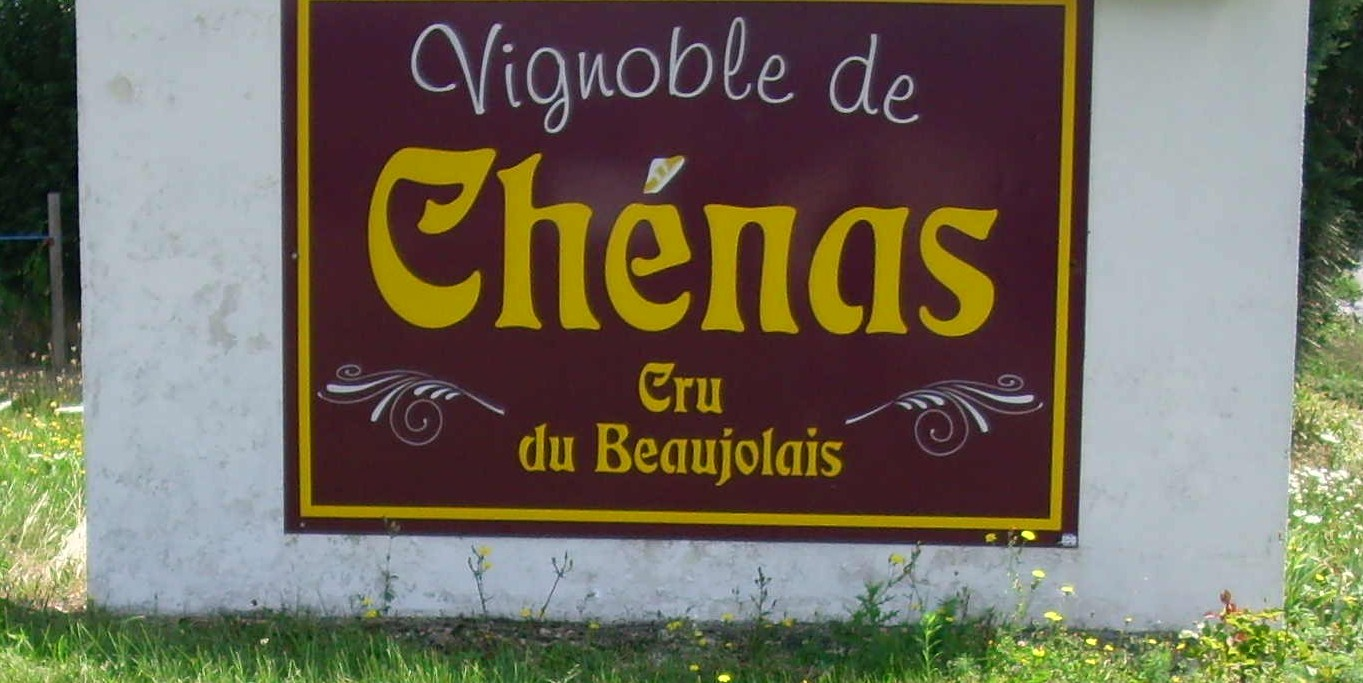
Plaque du vignoble de Chénas.

| Mois                              | jan. | fév. | mars | avril | mai  | juin | jui. | août | sep. | oct. | nov. | déc. | année |
| --------------------------------- | ---- | ---- | ---- | ----- | ---- | ---- | ---- | ---- | ---- | ---- | ---- | ---- | ----- |
| Température minimale moyenne (°C) | −0,6 | 0,7  | 2,5  | 5,2   | 8,9  | 12,3 | 12,4 | 13,9 | 11,1 | 7,5  | 2,9  | 0,1  | 6,6   |
| Température moyenne (°C)          | 2,1  | 4    | 6,8  | 10    | 13,9 | 17,5 | 20,1 | 19,4 | 16,4 | 11,7 | 6    | 2,7  | 10,9  |
| Température maximale moyenne (°C) | 4,9  | 7,3  | 11,1 | 14,8  | 18,9 | 22,8 | 25,7 | 24,9 | 21,7 | 15,9 | 9,1  | 5,3  | 15,2  |
| Précipitations (mm)               | 66,3 | 60,9 | 58,7 | 69,4  | 85,9 | 74,7 | 58,1 | 77,1 | 75,7 | 71,7 | 72,7 | 70,4 | 841,4 |

### Encépagement

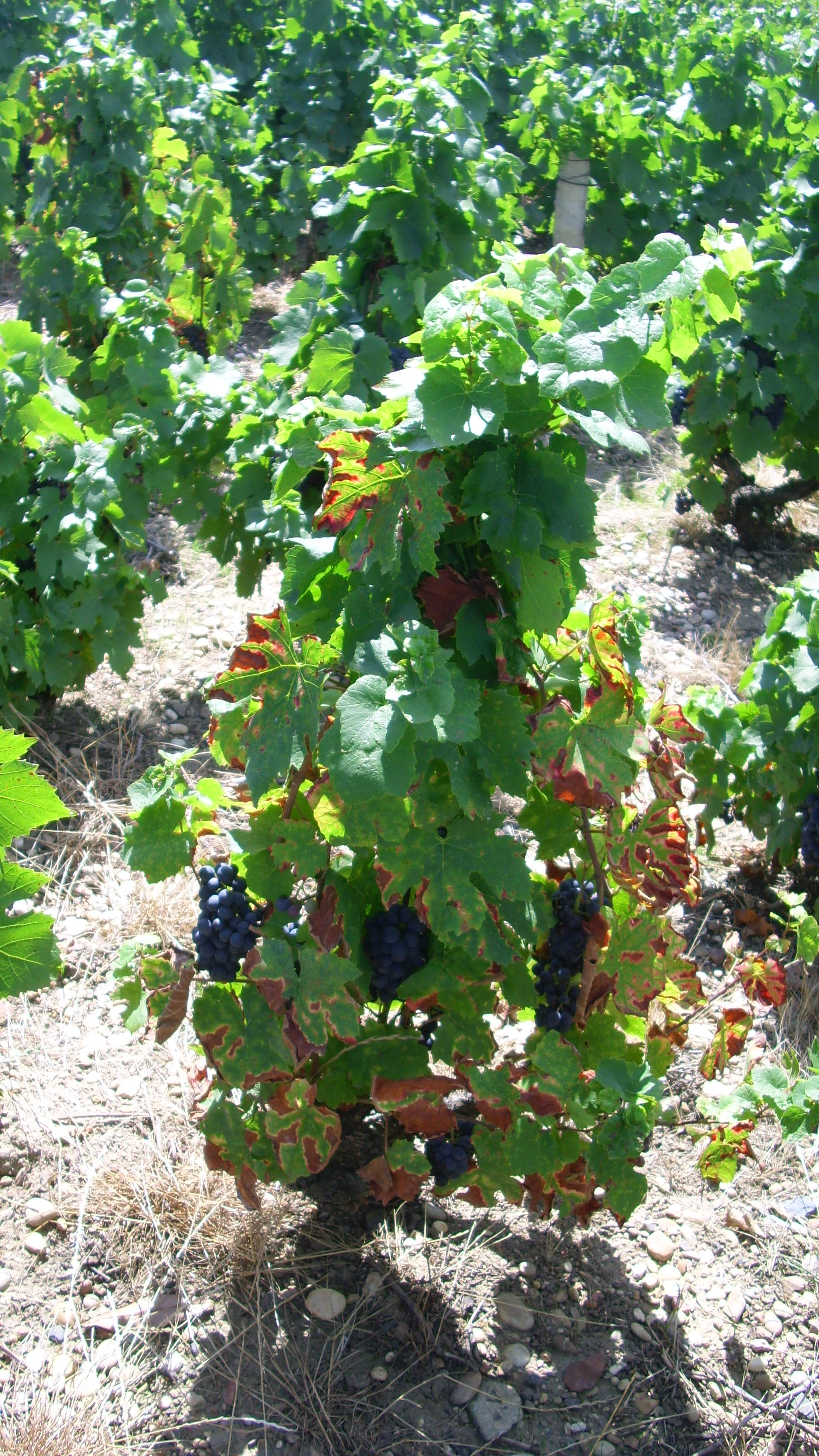
Pieds de vignes à Chénas avec des grappes de gamay.

Le cépage principal est le gamay noir à jus blanc (gamay N). trois autres cépages sont autorisés comme cépages accessoires : l'aligoté B, le chardonnay B et le melon B ; ces derniers sont autorisés uniquement en mélange de plants dans les vignes, leur proportion totale étant limitée à 15 % au sein de chaque parcelle. Le gamay de Bouze N et le gamay de Chaudenay N ne sont plus autorisés par le cahier des charges.
Le gamay est un cépage peu vigoureux, faible mais fertile et dont la production doit être maîtrisée car il a tendance à s'épuiser. Les meilleurs vins de gamay sont obtenus, à l’opposé du pinot noir, sur des sols acides et granitiques. Son débourrement précoce le rend également sensible aux gelées de printemps. Il se montre parfois sensible au millerandage lorsque les conditions climatiques sont défavorables au moment de la floraison. Le gamay présente l’avantage de produire une petite récolte sur les contre-bourgeons. Le vin de gamay possède une couleur rouge nuancée de violet, il est pauvre en tanins et dévoile une bonne acidité. Il possède généralement un caractère fruité (fruits rouges, fruits noirs) mais exprime peu de complexité au niveau aromatique.

### Culture de la vigne

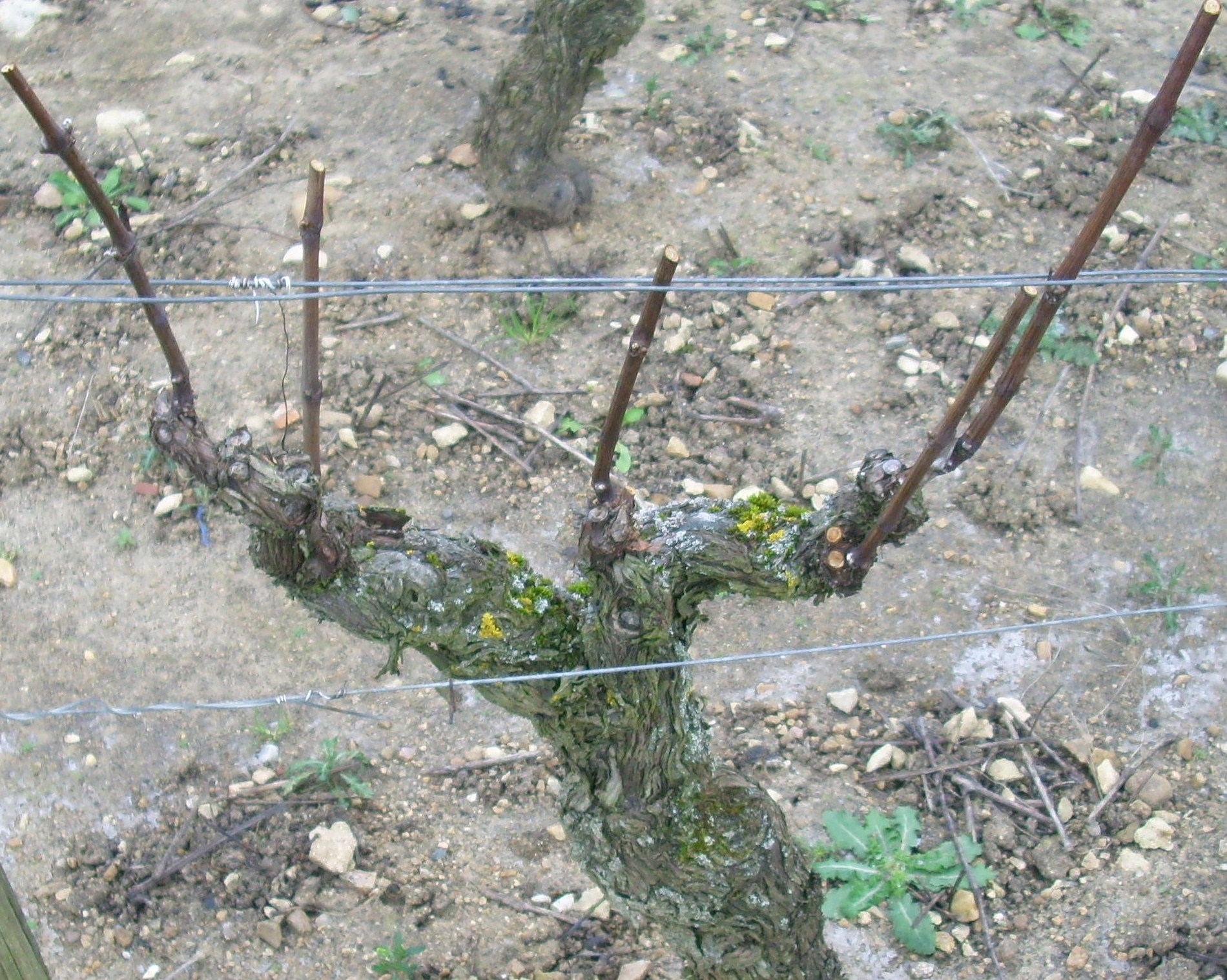
Pied de vigne taillé en gobelet.

La taille est courte, en gobelet, éventail ou cordon, simple, double ou charmet avec 3 à 5 coursons à 1 ou 2 yeux. La conduite ancienne traditionnelle était en gobelet à densité élevée (entre 9 000 et 11 000 pieds par hectare). Aujourd'hui, le besoin de mécaniser le vignoble conduit les viticulteurs à planter à densité plus faible, mais supérieure à 6 000 pieds par hectare.
L'écartement entre rangs ne peut excéder 2,3 mètres et entre ceps sur le rang, il doit être au minimum de 0,80 m. Pour les vignes non palissées en gobelet, l'écartement maximum entre rangs ne doit pas excéder 1,5 m. Des allées peuvent être aménagée en arrachant un rang de vigne. L'allée ne doit pas excéder 3 m et doit bénéficier d'un couvert végétal spontané ou semé. Les tournières doivent bénéficier d'un couvert végétal permanent. La hauteur de feuillage entre la limite inférieure du feuillage et la hauteur de rognage doit dépasser 0,6 fois l'écartement entre rangs et un palissage est obligatoire si l'écartement entre rangs dépasse 1,5 m.
La taille courte est obligatoire. Traditionnellement en gobelet, la taille en cordon ou la taille « charmet » (taille inventée par M. Charmet en sud-Beaujolais, intermédiaire entre la taille en cordon et celle en éventail) sont aujourd'hui pratiquées. La taille est limitée à huit yeux porteurs de grappe après épamprage et un bras à deux yeux peut être ajouté en vue de rajeunir la souche.

### Rendements
Le rendement est limité à un maximum de 56 hectolitres par hectare ; le rendement butoir est de 61 hectolitres par hectare. Le rendement moyen pour l'ensemble de l'appellation lors des vendanges 2010 est de 36,6 hectolitres par hectare.
Les données des années récentes sont les suivantes :
| Année | Superficie (ha) | Production (hl) | Rendement (hl/ha) |
| ----- | --------------- | --------------- | ----------------- |
| 2019  | 233             | 8 275           | 35                |
| 2020  | 231             | 10 942          | 47                |
| 2021  | 227             | 6 899           | 30                |
| 2022  | 231             | 8 187           | 35                |
| 2023  | 231             | 10 559          | 46                |
| 2024  | 228             | 6 958           | 30                |

### Vendanges
Les vendanges sont faites à la main, les grappes de raisin devant arriver intactes dans les cuves.
Le premier jour des vendanges (appelé « levée du ban des vendanges ») varie selon la maturité des baies, qui dépend lui-même de l'ensoleillement reçu : les années relativement chaudes les raisins sont vendangés tôt, les années relativement froides les vendanges sont plus tardives.

## Vins
La production déclarée en 2023 a été d'un total de 10 558 hectolitres (un hectolitre = 100 litres = 133 bouteilles de 75 cl). En 2010, elle était de 9 355 hl.

### Vinification et élevage

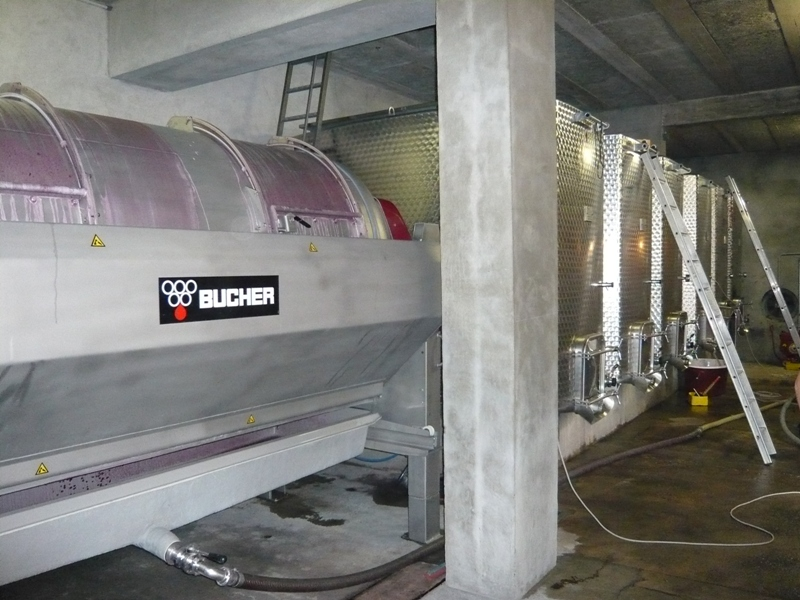
Cuvage de vinification à Chénas.

Le mode de vinification du beaujolais explique beaucoup le type de vins très particulier qui y est produit. On l'appelle la macération carbonique : le raisin est encuvé entier et la cuve est fermée pendant quatre à sept jours. La saturation de la cuve en CO2 empêche les raisins de s'oxyder, les obligeant à un mode de fonctionnement anaérobie. Cet oxyde de carbone est obtenu en faisant d'abord fermenter une partie de la récolte (10 à 30 %) en fond de cuve, foulée et levurée, auquel on rajoute le reste de la récolte dont les grappes doivent être le plus intact possible (non éraflées et non foulées, les baies ne doivent pas être écrasées). Cette évolution à l'intérieur du grain de raisin s'apparente à un début de fermentation : elle produit un peu d'alcool et des précurseurs d'arômes. Ensuite, le raisin est foulé et une fermentation traditionnelle se poursuit.

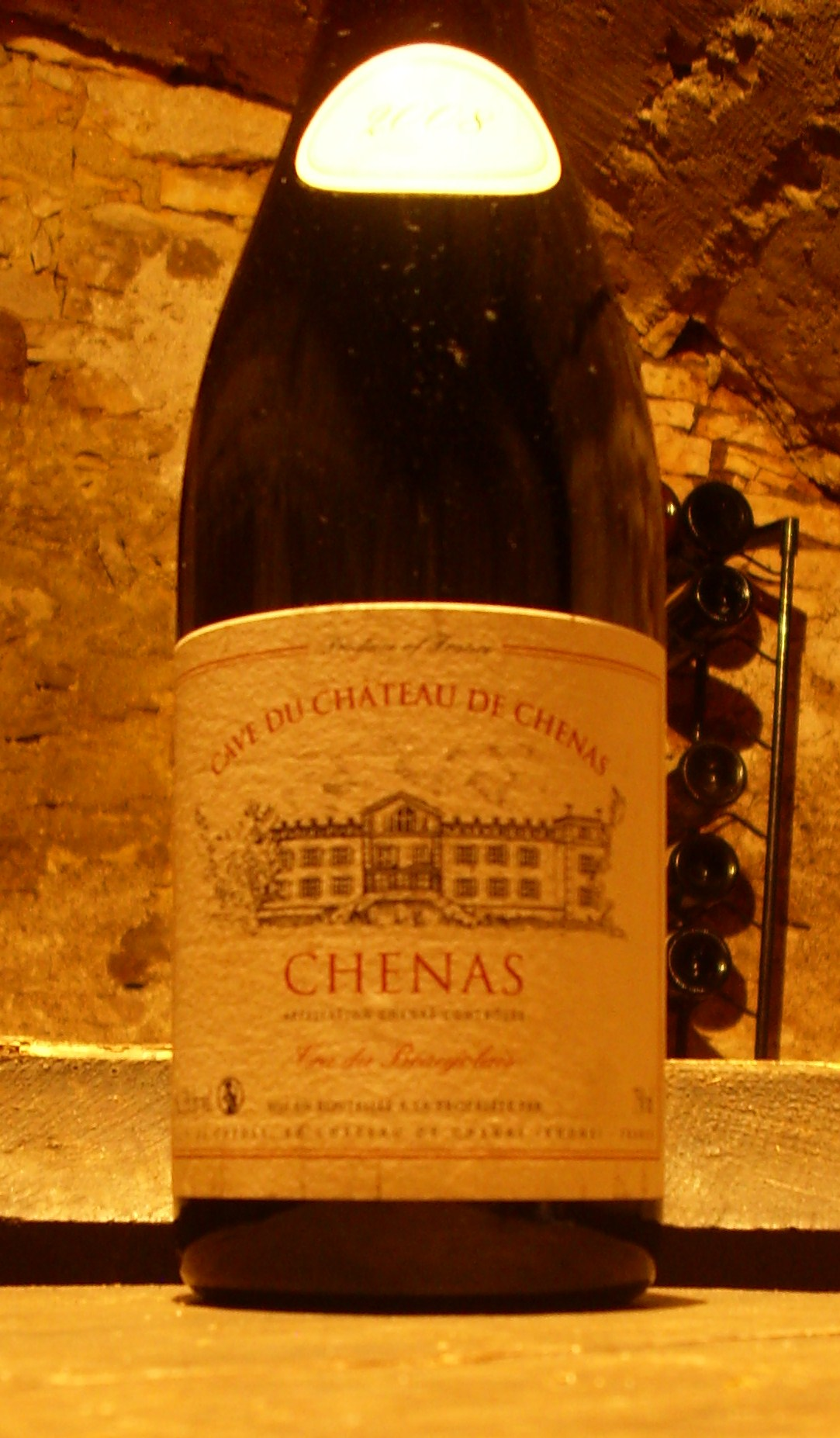
Une bouteille de chénas 2008.

Pour les dix crus du Beaujolais, surtout pour ceux destinés à être gardé quelques années de plus en bouteille, la vinification est semi-carbonique, a mi-chemin de la macération carbonique et de la vinification bourguignonne. Le raisin est récolté manuellement, encuvé entier sans éraflage. La fermentation débute comme pour une macération carbonique, mais au moment où le marc destiné au primeur est décuvé et pressé, les cuves destinées au vin de garde sont pigées et la macération se poursuit jusqu'à épuisement presque complet des sucres. Le vin est ensuite écoulé, le marc pressé et la fermentation malolactique peut s'enclencher tant que la température n'est pas trop descendue.
Ces procédés favorisent la production de vins peu tanniques, une coloration pas trop soutenue et des arômes fruités.

### Dégustation
La robe rubis profond tire sur le grenat. Elle offre généralement un bel aspect de velours soyeux. On dit d'ailleurs du chénas qu'il est « une gerbe de fleurs déposées dans une corbeille de velours ». Les arômes sont floraux, de pivoine et de rose, nuancés de notes boisées et épicées qui se révèlent en vieillissant. Tendre mais généreux en bouche, le chénas est un vin bien charpenté, avec un corps puissant et voluptueux. C'est un vin complexe. Avec ses cousins moulin-à-vent et morgon, le chénas offre, d'une manière générale, une belle capacité de garde. En vieillissant (huit à dix ans selon les millésimes), il gagne en rondeur, en élégance et en volupté. Il faut donc savoir l'attendre, deux à trois ans au minimum. Sur les coteaux pentus de l'ouest, les vins ressemblent un peu aux moulins-à-vent et aux juliénas et vieillissent remarquablement ; en descendant vers la Saône, ils sont peut-être moins charpentés mais accessibles plus jeunes.

### Accord mets-vin
Le chénas s'accorde avec la charcuterie, le saucisson chaud, la volaille, le petit salé, la blanquette de veau et les fromages peu relevés,.

## Économie

### Commercialisation
Les vins bénéficiant de l'appellation peuvent être repliés sur les appellations régionales beaujolaises (beaujolais et beaujolais-villages), mais aussi bourguignonnes, c'est-à-dire qu'ils peuvent être commercialisés sous les appellations bourgogne, bourgogne grand ordinaire, bourgogne ordinaire, bourgogne passe-tout-grains, bourgogne aligoté et crémant de Bourgogne (dont l'aire de production s'étend sur le Beaujolais, selon les deux décrets du 16 octobre 2009).

### Liste de producteurs
Les producteurs de l'appellation sont :
- Domaine Anthony Thevenet
- Domaine Julien Aucagne
- Domaine Bel Avenir – Famille Dardanelli
- Benon Rémi
- Domaine Franck Besson
- Domaine de Boischampt
- Cave du Château de Chénas
- Chateau Bonnet
- Château de Belleverne
- Château de l’Éclair
- Château des Jean Loron
- Château La Romancière
- Domaine de Chênepierre
- Domaine du Clos du Fief
- Domaine de Côtes Rémont
- Domaine Bottière – Pavillon
- Domaine Dufour G
- Foizel Hugo et Angela
- Domaine des Fontaines
- Domaine de De La Côte des Chanoriers
- Domaine des Gandelins
- Domaine des Grands Rouvres
- Domaine Pascal et Jean-Philippe Granger
- Domaine du Granit
- Domaine Céline & Nicolas Hirsch
- Domaine des Jeunes Pousses
- Domaine Thomas Kuhnel
- Domaine Gaël Martin
- Domaine Matray
- Domaine du Maupas
- Domaine Benjamin Passot
- Romana Esca
- Domaine des tilleuls argentés
- Domaine des Pierres